# Semiothisa gambarinata
Semiothisa gambarinata är en fjärilsart som beskrevs av Achille Guenée 1858. Semiothisa gambarinata ingår i släktet Semiothisa och familjen mätare. Inga underarter finns listade i Catalogue of Life.